# 돌창자

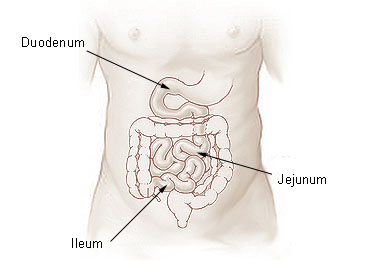

돌창자(영어: ileum) 또는 회장(回腸)은 포유류, 파충류, 조류를 포함한 대부분의 고등 척추동물에 존재하는 소장의 마지막 부분으로 굴곡이 심한 구간이다. 공장을 뒤따르며, 회맹판(ICV)을 기준으로 맹장과 구분된다. 맹장에 이어서 연결되는 소화기관은 대장이다. 어류의 경우 소장의 구간들이 뚜렷하지는 않으며 여기서는 회장이라는 용어 대신 뒤창자(후장, posterior intestine, distal intestine)라는 용어를 사용할 수 있다.
사람의 경우 회장은 약 2~4미터 길이이며 pH는 일반적으로 7~8 (중성, 약알칼리성) 사이이다.
회장(ileum)은 장폐색증(ileus)이라는 의학적 상태를 지칭하는 그리스어 εἰλεός(eileós)에서 유래되었다.
회장 ileum은 옆구리라는 뜻의 ilia에서 유래되었다.

## 같이 보기
- 작은 창자
- 빈창자